# Кубок Венесуели з футболу 2024
Кубок Венесуели з футболу 2024 — 51-й розіграш кубкового футбольного турніру у Венесуелі. Титул втретє здобув Депортіво Ла Гуайра.

## Календар
| Раунд          | Дата                    | Матчі | Клуби   |
| -------------- | ----------------------- | ----- | ------- |
| Груповий раунд | 6 червня - 4 липня 2024 | 60    | 30 → 16 |
| 1/8 фіналу     | 7-8 липня 2024          | 8     | 16 → 8  |
| 1/4 фіналу     | 11-12 липня 2024        | 4     | 8 → 4   |
| 1/2 фіналу     | 15 липня 2024           | 2     | 8 → 4   |
| Фінал          | 21 липня 2024           | 1     | 2 → 1   |

## 1/8 фіналу
| Команда 1                         | Рахунок      | Команда 2             |
| --------------------------------- | ------------ | --------------------- |
| 7 липня 2024                      |              |                       |
| Атлетіко Ла Крус (2)              | 0:0 пен. 4:5 | Анхостура             |
| Ансоатегуа (2)                    | 1:3          | Марітімо де Ла Гуайра |
| Депортіво Ла Гуайра               | 0:0 пен. 3:1 | Естудіантес (Меріда)  |
| Трухільянос (2)                   | 0:1          | Монагас               |
| 8 липня 2024                      |              |                       |
| Болівар (2)                       | 0:1          | Райо Суліано          |
| Інтер де Барінас                  | 2:3          | Метрополітанос        |
| Академія Пуерто-Кабельйо          | 0:0 пен. 6:5 | Самора                |
| Універсідад Сентраль де Венесуела | 2:0          | Депортіво Тачира      |

## 1/4 фіналу
| Команда 1                         | Рахунок      | Команда 2             |
| --------------------------------- | ------------ | --------------------- |
| 11 липня 2024                     |              |                       |
| Райо Суліано                      | 1:1 пен. 4:3 | Марітімо де Ла Гуайра |
| 12 липня 2024                     |              |                       |
| Анхостура                         | 1:2          | Монагас               |
| Академія Пуерто-Кабельйо          | 2:4          | Метрополітанос        |
| Універсідад Сентраль де Венесуела | 0:0 пен. 3:4 | Депортіво Ла Гуайра   |

## 1/2 фіналу
| Команда 1           | Рахунок | Команда 2      |
| ------------------- | ------- | -------------- |
| 15 липня 2024       |         |                |
| Депортіво Ла Гуайра | 2:1     | Райо Суліано   |
| Монагас             | 0:2     | Метрополітанос |

## Фінал
| 21 липня 2024 0:00 (EEST) |

| Метрополітанос | 0:1      | Депортіво Ла Гуайра |
| -------------- | -------- | ------------------- |
|                | Протокол | Перес 41' (аг)      |

| Бріхідо Іріарте, Каракас Арбітр: Алехандро Веласкес |